# آکاسیای آنگادا
آکاسیای آنِگادا (نام علمی: Acacia anegadensis) نام یک گونه از سرده آکاسیا است.